# Alan Bennion
Alan Bennion (Northwich, 8 de abril de 1930 — Brighton, 27 de julho de 2018) foi um ator britânico. É mais conhecido por seu trabalho na série de televisão de ficção científica Doctor Who e o drama policial Z-Cars. Também apareceu em uma produção de 1971, de Hamlet, com Sir Ian McKellen e Tim Pigott-Smith.